# Henri Braconnot

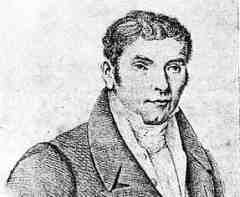
Henri Braconnot

Henri Braconnot (* 29. Mai 1780 in Commercy; † 15. Januar 1855 in Nancy) war ein französischer Chemiker, Botaniker und Pharmazeut.

## Biographie
Henri Braconnot wurde in Commercy geboren und ging dort zur Grundschule. Im Alter von 13 Jahren wurde er Lehrling in einer Apotheke in Nancy und erwarb dabei Kenntnisse in Chemie, Botanik und Pharmazie. Mit 15 Jahren trat er den Militärdienst in einem Krankenhaus in Straßburg an. Von 1801 bis 1802 studierte Henri in Paris, wo er die Vorlesungen von Antoine François de Fourcroy, Jean-Baptiste Lamarck, und Étienne Geoffroy Saint-Hilaire hörte.
Ab 1802 lebte er dann wieder für den Rest seines Lebens in Nancy. Im Jahre 1807 wurde er zum Direktor des botanischen Gartens ernannt und wurde Mitglied der wissenschaftlichen Akademie der Stadt Nancy. In den folgenden Jahren arbeitete er hauptsächlich an der Aufklärung der chemischen Vorgänge in Pflanzen. Er entdeckte und beschrieb Pektin, verschiedene organische Säuren, Fette und auch Aminosäuren. So isolierte er erstmals Glycin, welches er durch sauren Aufschluss aus Leim erhalten hatte. Er entwickelte zudem die Stearin-Kerze.
Seit 1823 war er korrespondierendes Mitglied der Académie des sciences.